# Haílton Corrêa de Arruda
Haílton Corrêa de Arruda ismertebb nevén: Manga (Recife, 1937. április 26. – Rio de Janeiro, 2025. április 8.) brazil válogatott labdarúgókapus.
A brazil válogatott tagjaként részt vett az 1966-os világbajnokságon.

## Sikerei, díjai
Sport Recife
- Pernambucano bajnok (3): 1955, 1956, 1958

Botafogo
- Carioca bajnok (5): 1957, 1961, 1962, 1967, 1968
- Torneio Rio-São Paulo (3): 1962, 1964, 1966
- Taça Guanabara (2): 1967, 1968

Nacional
- Uruguayi bajnok (4): 1969, 1970, 1971, 1972
- Copa Libertadores (1): 1971
- Interkontinentális kupa győztes (1): 1971
- Copa Interamericana (1): 1971

Internacional
- Gaúcho bajnok (3): 1974, 1975, 1976

Grêmio
- Gaúcho bajnok (1): 1979

Operário
- Mato-Grossense bajnok (1): 1977

Coritiba
- Paranaense bajnok (1): 1978

Barcelona
- Ecuadori bajnok (1): 1981

Egyéni
- Bola de Prata (1): 1976, 1978